# 联想集团

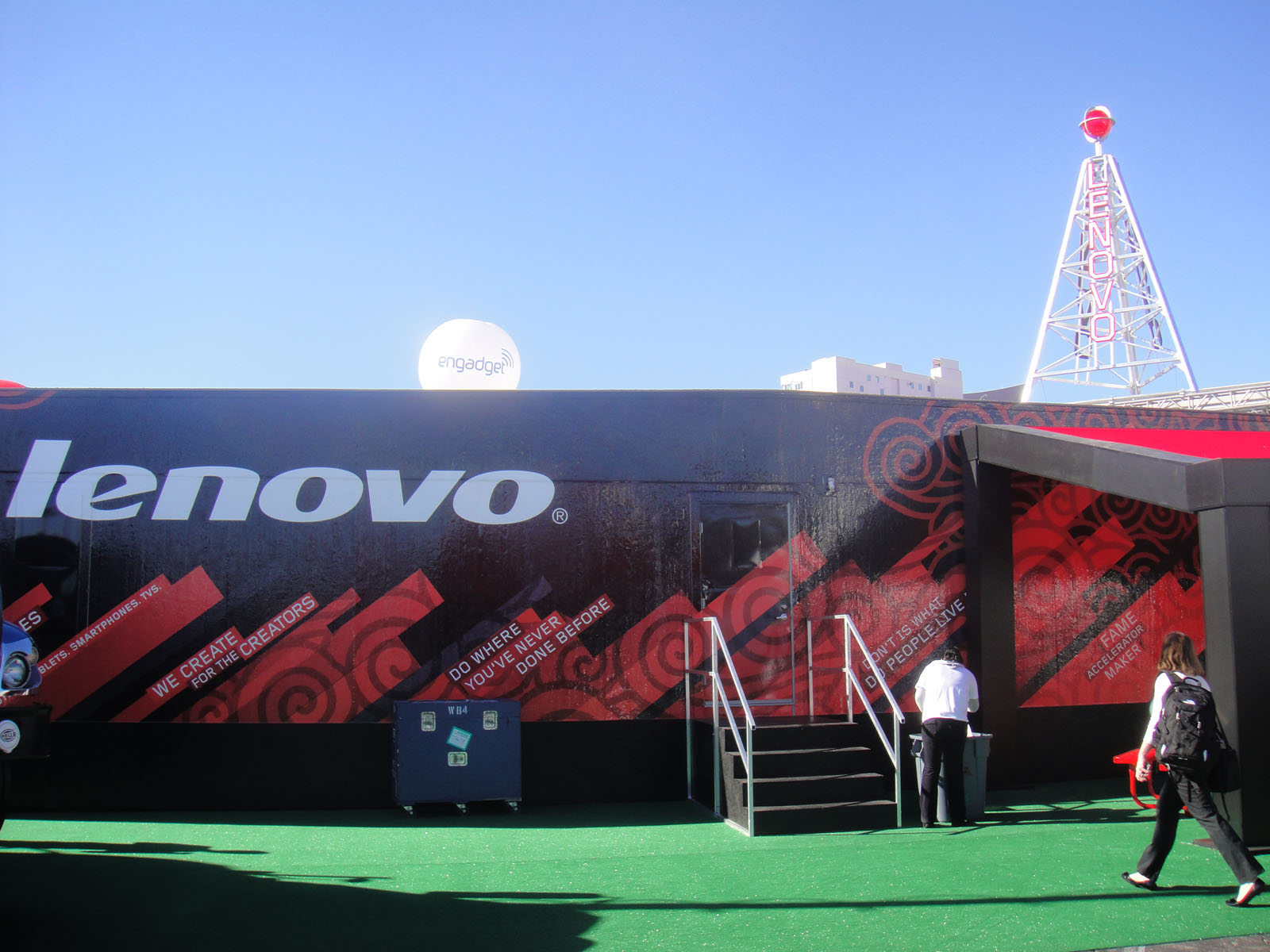
消費電子展中聯想的廣告

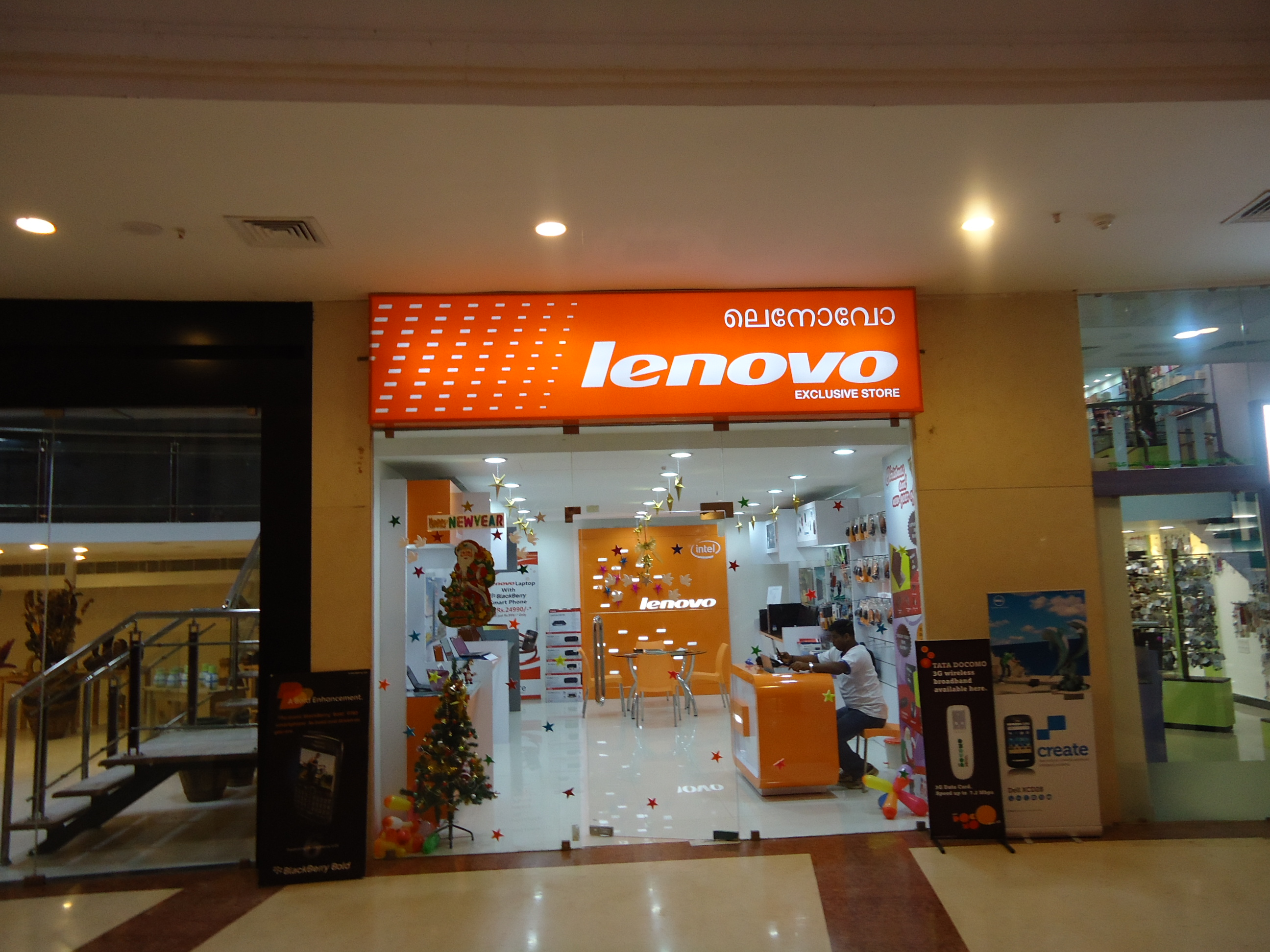
印度的聯想經銷商

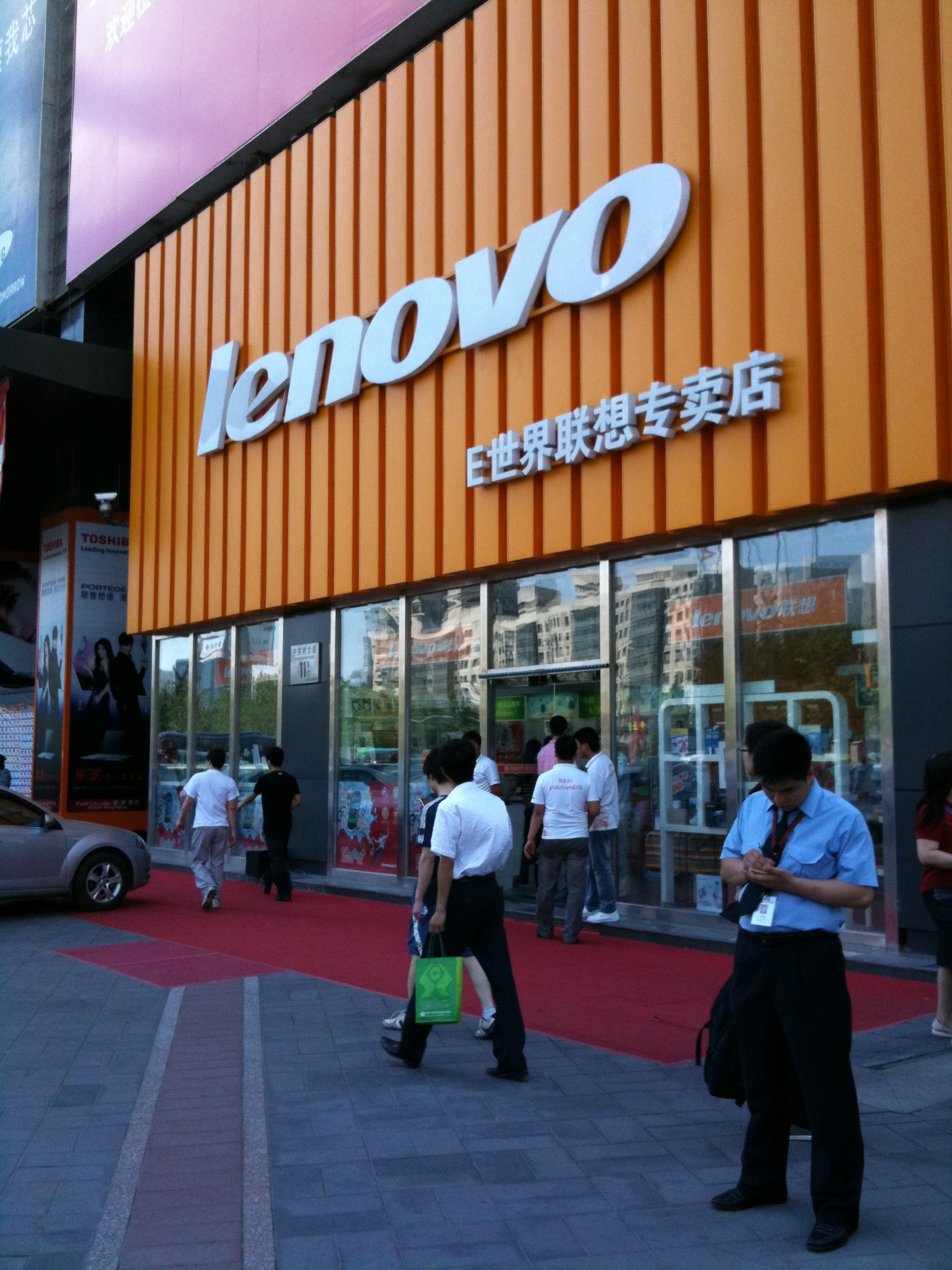
中國的聯想專賣店

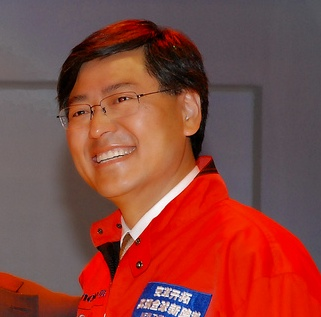
楊元慶

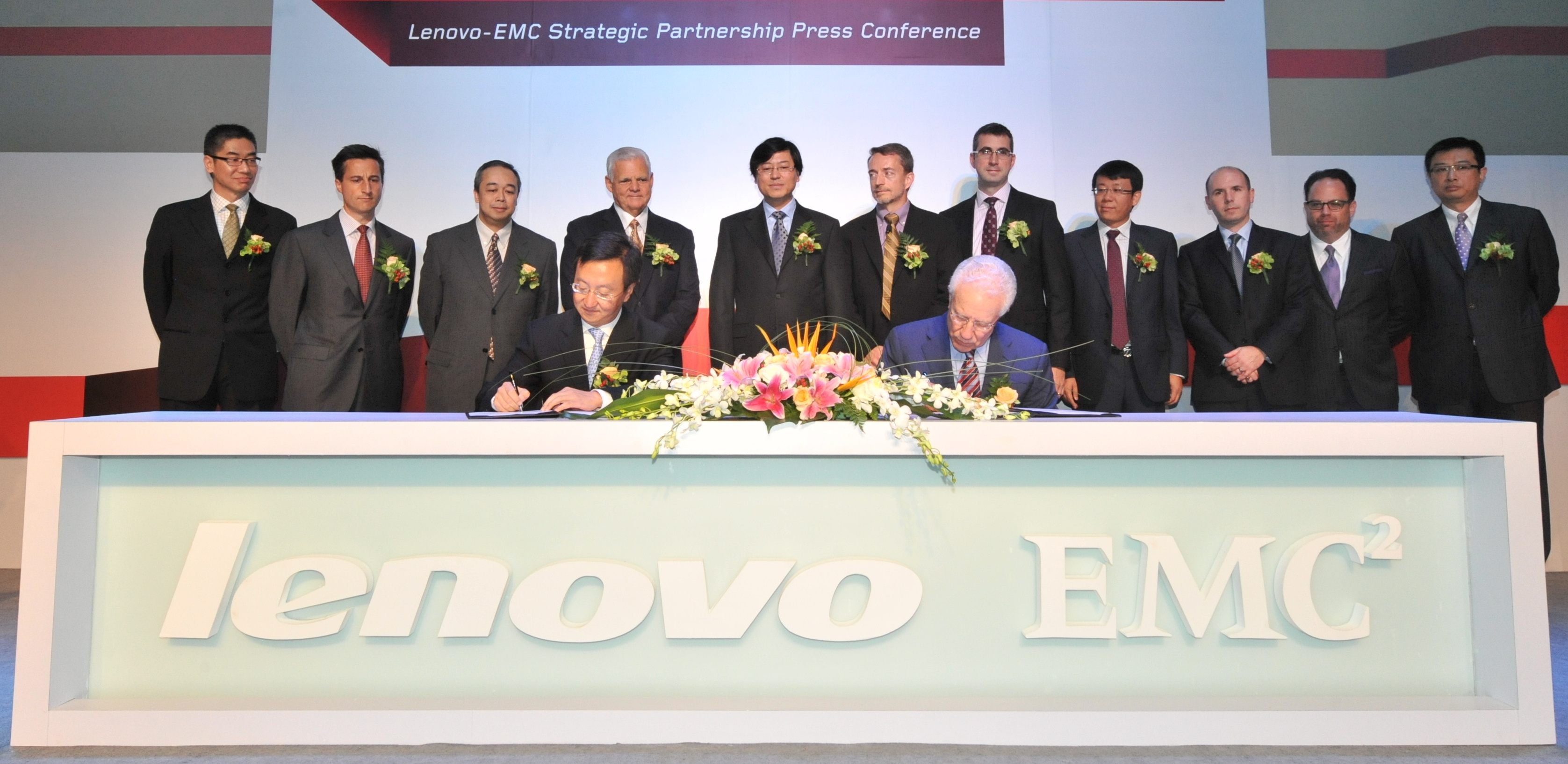
LenovoEMC

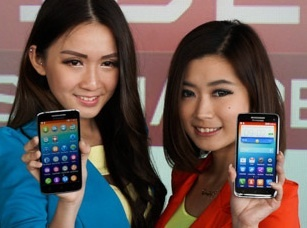
聯想Vibe X

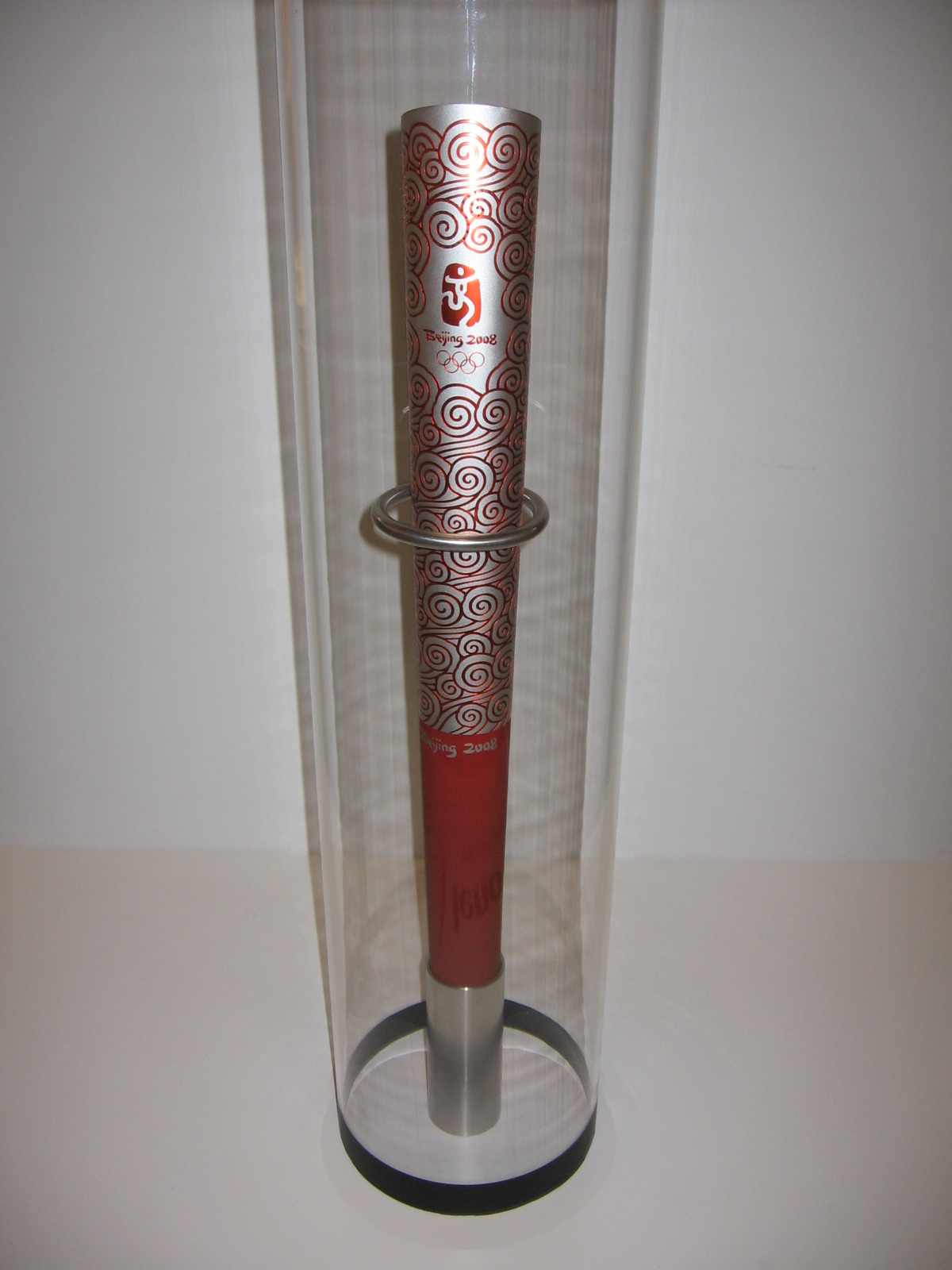
聯想設計的奧林匹克運動會接力火炬

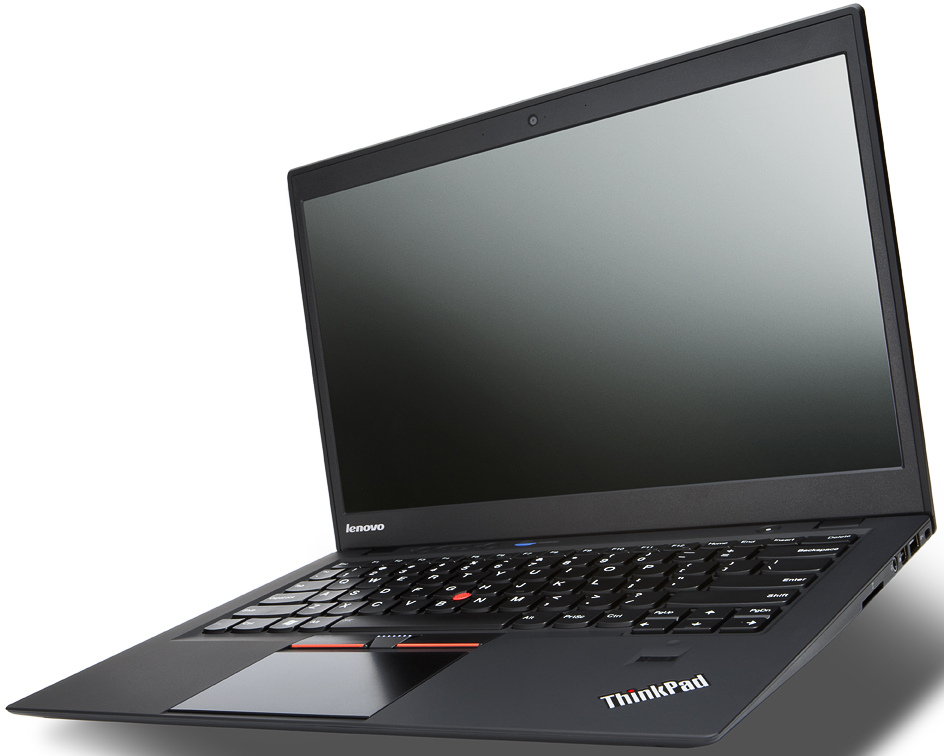
ThinkPad X1 Ultrabook

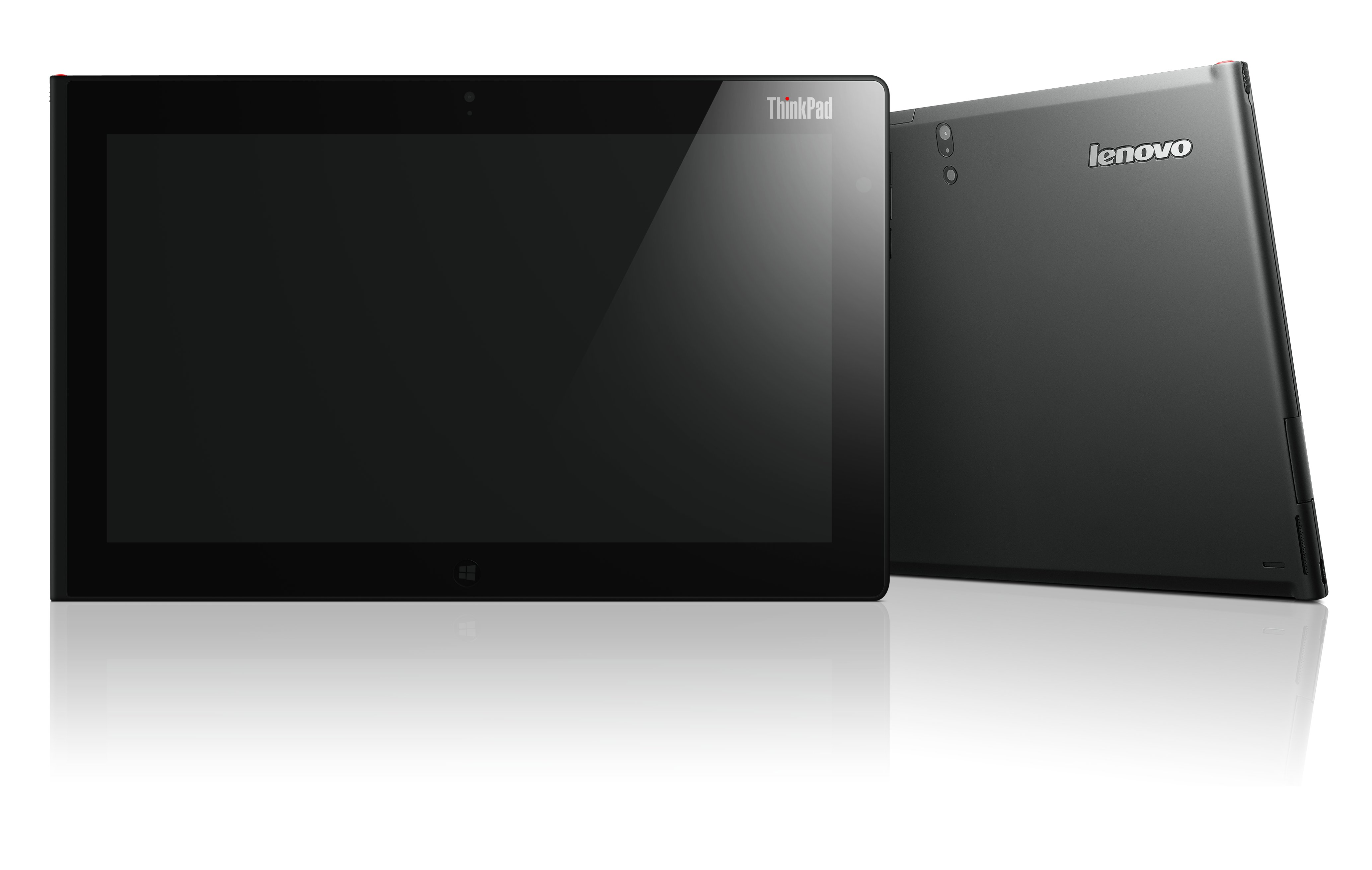
ThinkPad Tablet 2

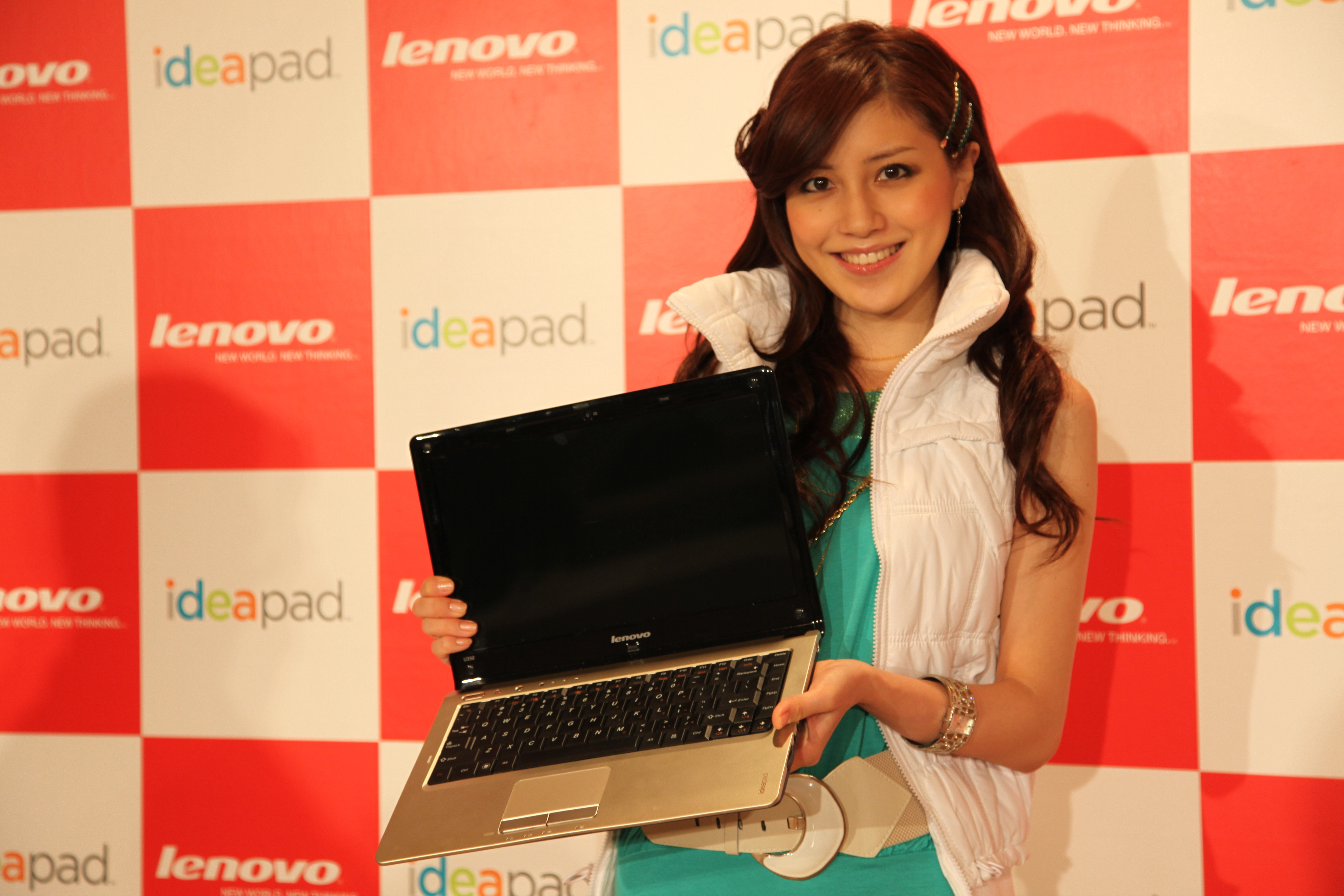
IdeaPad

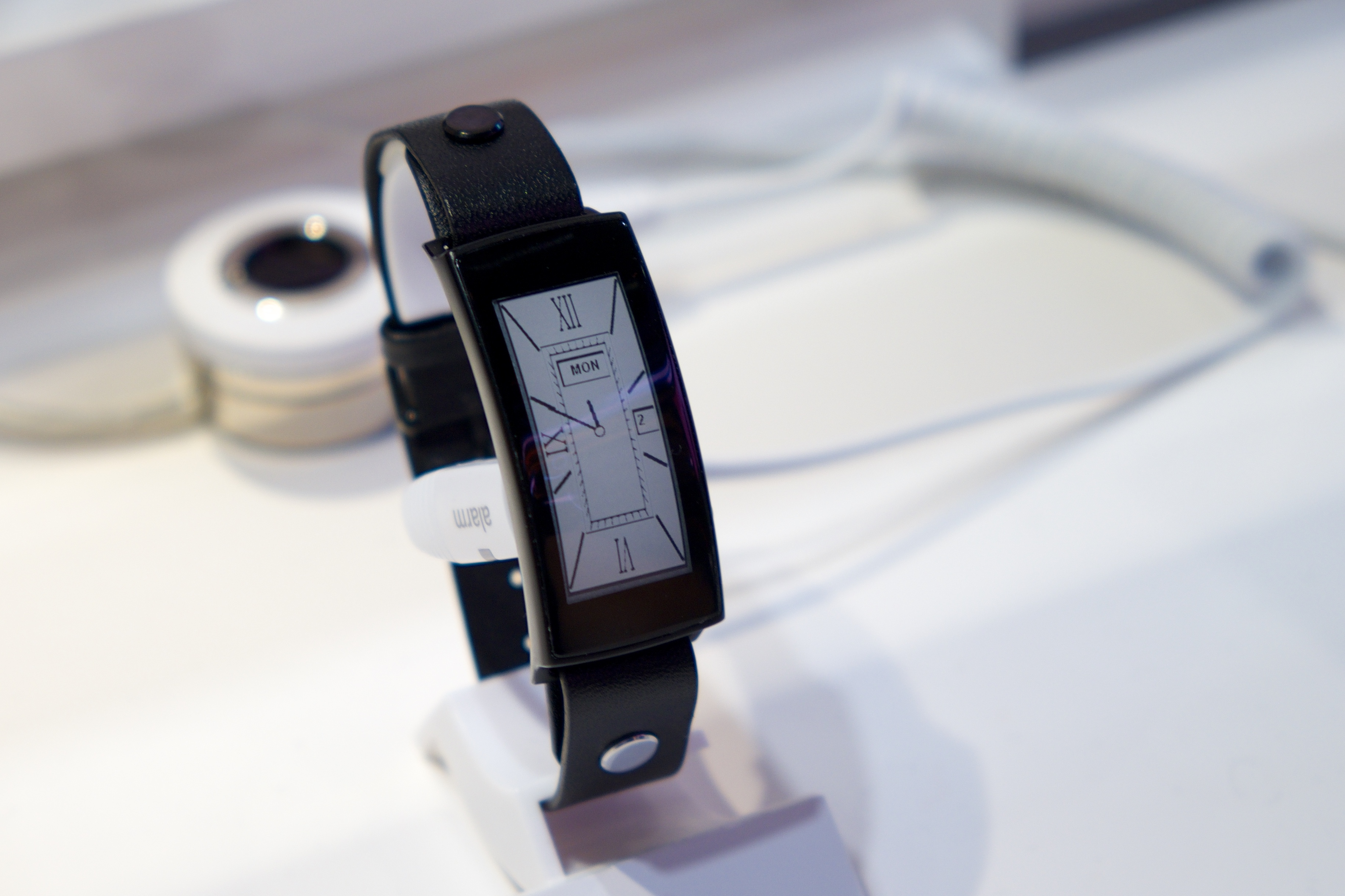
聯想智能手環

联想集团有限責任公司（英語：Lenovo Group Ltd.；港交所：0992；港交所：80992（人民幣結算）；OTCBB：LNVGY
）是中国的一家跨国科技公司，成立于1984年，由中国科学院计算技术研究所投资20万元人民币、11名科學人员创立，当时的名称为“中国科学院计算所新技术发展公司”。1989年，更改为「联想计算机集团有限責任公司」。
联想公司主要研发、生产和销售笔记型电脑、一体机、台式电脑、服务器、手机、平板电脑，游戏主机，以及其他移动互联、数码、电脑周边等类产品。1996年开始，联想电脑销量位居中国大陸市场首位。2005年联想收购了IBM的個人電腦业务，2011年起成为全球第二大个人电脑生产商，2013年起成为全球第一大个人电脑生产商。（2017年度开始衰退，出货量不及惠普）根据2012年第四季度的统计，联想是世界第八大手机生产商，第五大智能手机生产商。
聯想集團是一家全球性的公司，公司總部設於中國北京市，全球行政及營運中心設於美國北卡羅萊納州羅利市三角研究園。

## 组织
- 全球总部：中国北京。
- 注册办事处：香港鰂鱼涌英皇道979号太古坊林肯大厦23 楼
- 主要的营运中心：北京、巴黎、美国北卡罗莱纳州罗利和新加坡。
- 主要的研发中心：中国大陸北京、上海、深圳及美国北卡罗莱纳州罗利。
- 生产基地和组装设施：中国大陸的北京、上海、合肥及深圳；印度的庞帝其利；墨西哥的蒙特雷；美国的格林斯博罗。

## 名稱
在1984年至2004年间，联想的英文名稱为「Legend」。2002年，杨元庆认为由于「Legend」在国外已经使用，因此决定将公司英文名改为「Lenovo」。
2003年4月28日，聯想集團的英文名稱由「Legend」改為現在的「Lenovo」。「Lenovo」是個混成詞，「Le」來自「Legend」，「-novo」是一個假的拉丁語詞，從「新的（nova）」而來，联想为更名宣傳花了2億人民幣。
聯想集團在台灣的分支機構名為「荷蘭商聯想股份有限公司」，2005年2月成立，成立時公司名為「荷蘭商思惟個人電腦產品股份有限公司。在此之前聯想集團已在2003年10月於台灣成立「英屬維京群島商精華資訊有限公司台灣分公司」做為國際採購辦公室。

## 歷史沿革
|                   |                   |                |
| 1984年-2003年使用 | 2003年-2015年使用 | 2015年至今使用 |

### 1980至1990年代
- 1984年10月17日：倪光南和柳传志带领10余名技术人员，以20万元人民币（当时价值折合2.5万美元）的启动资金，在北京海淀区科学院南路二号创办了联想公司的前身中国科学院计算技术研究所新技术发展公司。
- 1987年：联想成功推出联想式汉卡。
- 1988年：联想式汉卡荣获中国国家科技进步奖一等奖。香港联想成立。
- 1989年：北京联想集团公司成立。
- 1990年：首台联想微机投放市场。联想由一个虹志電腦[15]产品代理商转变成为拥有自己品牌的电脑产品生产商和销售商。联想系列电脑相继通过产品技术鉴定和国家“火炬计划”验收。[16]
- 1992年：联想推出家用电脑概念，“联想1+1”家用电脑投放中国市场。
- 1993年：联想进入“奔腾”时代，推出中国大陸第一台“586”个人电脑。
- 1994年：联想在香港证券交易所成功上市。联想微机部正式成立。
- 1995年：联想推出第一台联想服务器。
- 1996年：联想首次位居中国大陸市场占有率首位。联想筆記型電腦问世，即「聯想昭陽」筆記本電腦。[17]
- 1997年：联想与微软签订知识产权协议。联想 MFC 雷射一体机问世。
- 1998年：第一百万台联想电脑诞生。英特尔总裁安迪·格罗夫出席典礼，并将这台电脑收为英特尔博物馆的馆藏。第一间联想专卖店在北京落成，自此联想开始建立起其庞大的专卖店体系。联想推出“幸福之家”軟體，并预置于每台联想家用电脑上，使得联想的市场占有率进一步提升到14.4%。
- 1999年：联想成为亚太市场顶级电脑商，在中国电子百强中名列第一。联想发布具有“一键上网”功能的網際網路电脑。

### 2000年代
- 2000年：联想股价急剧增长，联想集团有限公司进入香港恒生指数成份股，成为香港旗舰型的高科技股。联想跻身全球十强最佳管理电脑厂商。联想被世界多个投资者关系杂志评为“中国最佳公司”。
- 2001年：杨元庆出任联想总裁兼首席执行官。联想首次推出具有丰富数码应用的个人电脑产品。
- 2002年：联想举办首次联想技术创新大会（Legend World 2002），联想推出「关联应用」技术战略。联想“深腾1800”（DeepComp 1800）高性能计算机问世。这是中国首款具有1,000 GFLOP/s（每秒浮点操作次数）的电脑，也是中国运算速度最快的民用电脑，在全球前500名运算最快的电脑中名列第43位。联想成立手机业务合资企业，宣布进军手机业务领域。
- 2003年：联想宣布使用新标识「Lenovo」为进军海外市场做准备。
  - 基于“关联应用”技术理念，在信息产业部的领导下，联想携手众多中国著名公司成立IGRS工作组，以推动制定产业相关标准。
  - 联想启动“2003联想科技巡展”，推广联想的创新技术及理念。
  - 联想成功研发出深腾6800高性能计算机，在全球超级计算机500强中位居第14位。
- 2004年：联想成为国际奥委会第六期奥林匹克全球合作伙伴。赞助金额为6,500万美元[18]。联想作为第一家成为国际奥委会全球合作伙伴的中国企业，为2006年都灵冬季奥运会和2008年北京奥运会独家提供台式电脑、笔记本电脑、服务器、打印机等计算技术设备以及资金和技术上的支持。12月，联想收购IBM全球个人电脑业务（不包含台式机硬盘业务）[19]。
  - 联想推出为乡镇家庭用户设计的圆梦系列电脑以发展中国乡镇市场。
- 2005年2月：因應聯想購併IBM的PC事業部，IBM在台灣的分公司台灣國際商業機器成立「荷蘭商思惟個人電腦公司」，並將PC事業部在台灣的人員和資產移轉至此新公司，再由聯想集團掌控此新設公司，避開陸資直接在台灣設立公司的政治問題。[20]
- 2007年第三季，联想计算机出货量仅次于美国惠普与戴尔计算机，是全球第三大，但在宏碁（Acer）计算机完成收购美商捷威（Gateway）后，第三名落入宏碁手中，联想成为老四。联想原想藉由收购荷兰佰德（Packard Bell）来扩大欧洲市场，但在宏碁买下对佰德有优先收购权的捷威后希望破灭，但联想集团首席执行官威廉·阿梅里奥表示不排除并购其他电脑公司。
- 2008年：微軟發現联想在給XP客戶的軟體包中含有惡意代碼，並提出警告。
- 2008年：联想“深腾7000”百万亿次高效能计算机系统研制成功，运算能力达到每秒106.5万亿次，位居最新公布的全球高效能计算机排名（TOP500）第19位。
- 2009年9月8日，卢志强下属的中国泛海控股集团以27.55亿元收购中科院所持的联想控股29%股权，成为联想控股的第三大股东。转让前，中国科学院国有资产经营有限责任公司占65%，联想控股职工持股会占35%。转让后，国科控股占36%，仍为联想控股第一大股东，联想控股职工持股会占35%，中国泛海占29%。
- 2009年：联想成为迈凯伦车队的赞助商之一。年初联想公布了上一年第三季度业绩，净亏损达到了9700万美元，联想集团宣布其创始人柳传志重新出山担任集团的董事局主席，而杨元庆则接替阿梅里奥担任首席执行官，罗里·里德（Rory Read）被任命为新设立的总裁兼COO。
  - 2009年11月5日，联想集团公布截至2009年9月30日止第二季度业绩。集团不但在第二季度扭亏为盈，且全球市场份额创新高，费用率亦达到并购以来的最佳水平。季内，联想的全球个人电脑销量年比年上升17%，而同期全球整体市场销量年比年上升2.3%。第二季度联想集团的综合销售额年比年减少5%至41亿美元，与上季度相比上升19%。集团的季度毛利年比年减少24%，与上一季度相比上升14%，毛利率为10.6%。集团在第二季度实现转亏为盈。截止2009年9月30日，集团的净现金储备为18亿美元。
  - 2009年11月29日，联想集团宣布以2亿美金收购其于2008年3月以1亿美元出售的联想移动，再度进军高速增长的中国移动互联网市场。

### 2010年代
- 2010年：联想集团发布全新移动互联产品线，乐Phone于2010年5月在中国全新上市。
- 2011年1月27日联想和NEC成立NEC聯想日本集團（NEC Lenovo Japan Group），并构建名为联想NEC控股B.V.的新公司，在荷兰注册。据协议，联想将持有新公司51%股份，而NEC将持有49%，合資交易將在2011年6月30日完成。
- 2011年6月1日联想以二點三一億欧元（近二十六億港元），向Medion大股東Gerd Brachmann（GB）收購德國消費電子品牌Medion36.66股權。
  - 另聯想擬按每股十三欧元，在市場上公開收購餘下Medion股份，GB已承諾不會出售所持逾一成八股權（交易完成後），惟整項交易須待聯想購入Medion不少於五成一股權方告完成。
- 2011年6月17日聯想大股東聯想控股，在聲明中指出，楊元慶已從聯想控股購得7.97億股聯想股份，但未有披露作價。交易後，聯想控股佔聯想股權，由42.82%降至34.82%，但仍為單一最大股東，楊元慶個人持有的聯想股權則增加了8個百分點至8.7%。斥資約31.5億元，以平均每股3.95元的代價購入。
- 2011年9月27日联想和仁寶電腦股份有限公司共斥資3億美元成立合營公司，專為聯想生產筆記本電腦及相關部件產品，創下個人電腦品牌與代工廠合資的先例。雙方將按股權比例出資，聯想佔合營51%股權即承擔1.53億美元。
- 2012年8月1日联想和全球信息存儲及管理品、服務和解決方案領導廠商美國EMC公司建立戰略合作伙伴關係，雙方組建合資公司，挺進企業級市場主推伺服器、存儲與NAS存儲。據悉，該合資公司將由聯想出資占股51%，EMC貢獻出其全資子公司艾美加公司的部分資和資源。
- 2012年9月5日联想以3億巴西雷亞爾（合1.47億美元）收購巴西最大消費電子產品製造商Digibras Participacoes SA。2011年該公司實現收入16億雷亞爾（合7.83億美元）。
- 2012年9月18日聯想收購美國軟件技術公司Stoneware。
- 2012年第四季度中，联想曾短暂成為此季度全球出货量最大的PC厂商，后又被惠普超越，在2012年第四季度中全球出货量排名位居第二[21][22]。
- 2014年1月23日，聯想集團宣布以23億美元收購IBM x86伺服器業務[23]。这次交易收购价约为23亿美元。约20亿的美元现金支付，剩余则以联想股票支付。
- 2014年1月29日，联想集团宣布，联想将以29亿美元收购摩托罗拉移动（Motorola Mobility）。[24]。这次交易收购价约为29亿美元。收购完成支付14.1亿美元（包含6.6亿美元现金和7.5亿美元的联想普通股票）。剩余的15亿美元将以三年期本票支付。交易完成後，Google將持有5.06億至8.18億股、相當4.64％至5.61％聯想股份。
- 2014年9月29日聯想宣佈，已獲得所有監管機構批准，完成收購國際商業機器（IBM）X86伺服器硬件及相關維護服務業務，料10月1日起生效。《彭博》報道指總交易金額為21億美元，向今年1月時公佈的23億美元有所下調。聯想公告指公司將支付約18億美元現金，及發行1.82億股代價股份予IBM；
- 2014年聯想集團於12月11日在北京市註冊成立的互聯網業務子公司，「北京神奇工廠科技有限公司」，法定代表人為陳旭東，註冊資本為人民幣1,000萬元，新公司將於2015年4月1日正式開始營運，屆時將擁有獨立的公司名稱及全新的子品牌，陳旭東出任新公司CEO。

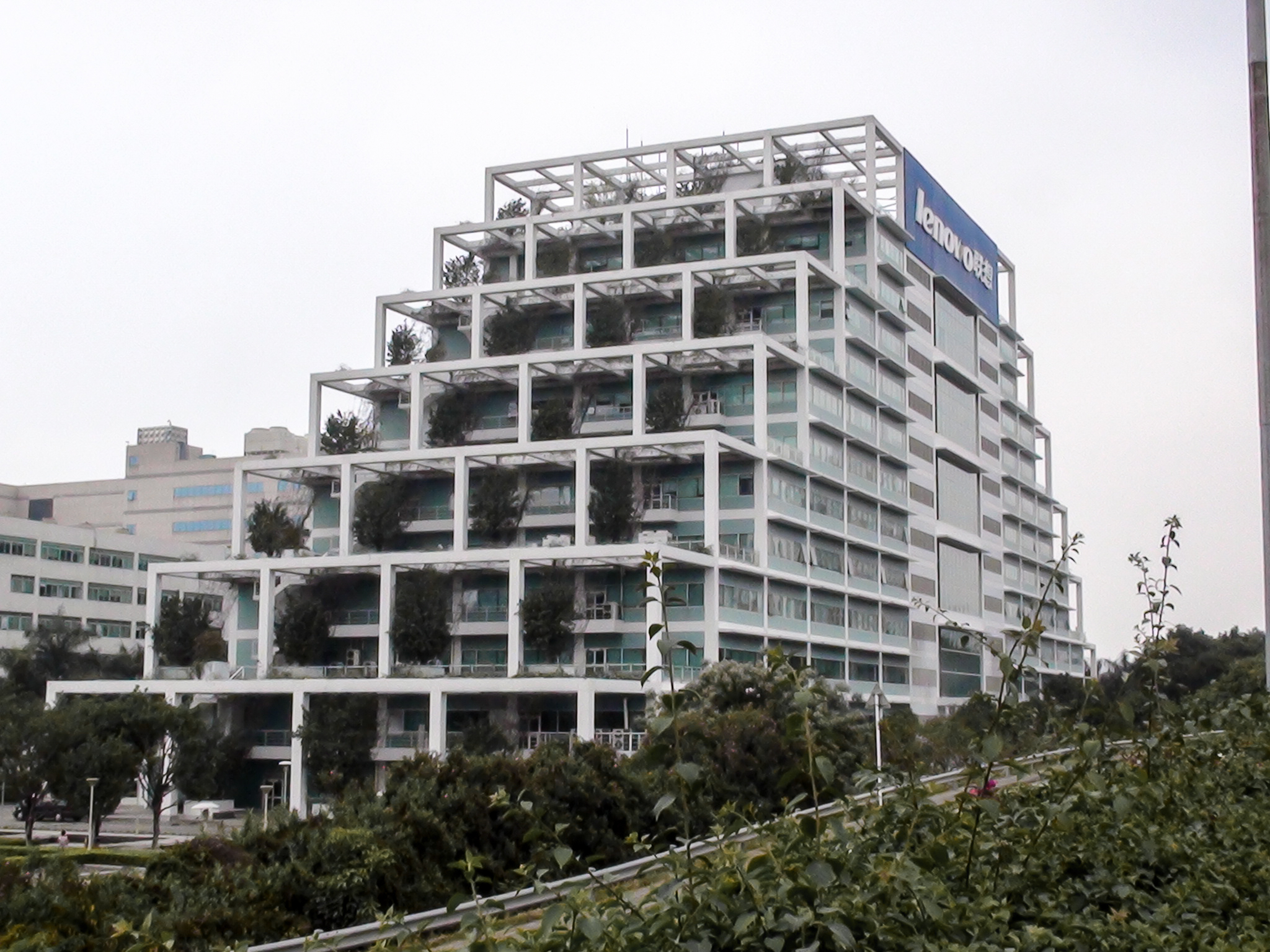
在中國深圳的聯想科技園大樓

- 在中國深圳的聯想科技園大樓2017年11月1日，聯想集團以178.5億日圓（約12.3億港元）購入富士通（Fujitsu）旗下的個人電腦業務Fujitsu Client Computing Limited（FCCL）的51%股權；及與Lenovo International及富士通訂立合營協議以作為FCCL的股東規管FCCL的管理及彼此關係。
- 2018年9月26日，聯想集團與美國數據存儲網路器械公司在中國籌建一家合資公司聯想凌拓，合資公司將由聯想控股佔股51%，NetApp佔股49%。董事會中，聯想和NetApp將分別佔據四個和三個席位。合資企業將採取獨立經營、獨立核算、獨立管理的方式。
- 2019年12月18日晚，联想控股正式宣布，柳传志卸任联想控股董事长及执行董事，将担任联想控股名誉董事长、资深顾问及董事会战略委员会成员。继任者将是现任联想控股高级副总裁、首席财务官、执行董事宁旻，公司高级副总裁李蓬出任首席执行官（CEO），并担任执行董事。两人将作为联想控股新的领导核心。

### 2020年代
- 2021年1月12日，聯想集團發佈公告擬在A股科創板上市，但是在獲得上交所受理後，於2021年10月8日撤回A股上市申請[25]
- 2023年3月底，联想确认将停止拯救者/Legion系列的电竞手机生产，并解散该手机子部门。[26]联想惠阳科技园

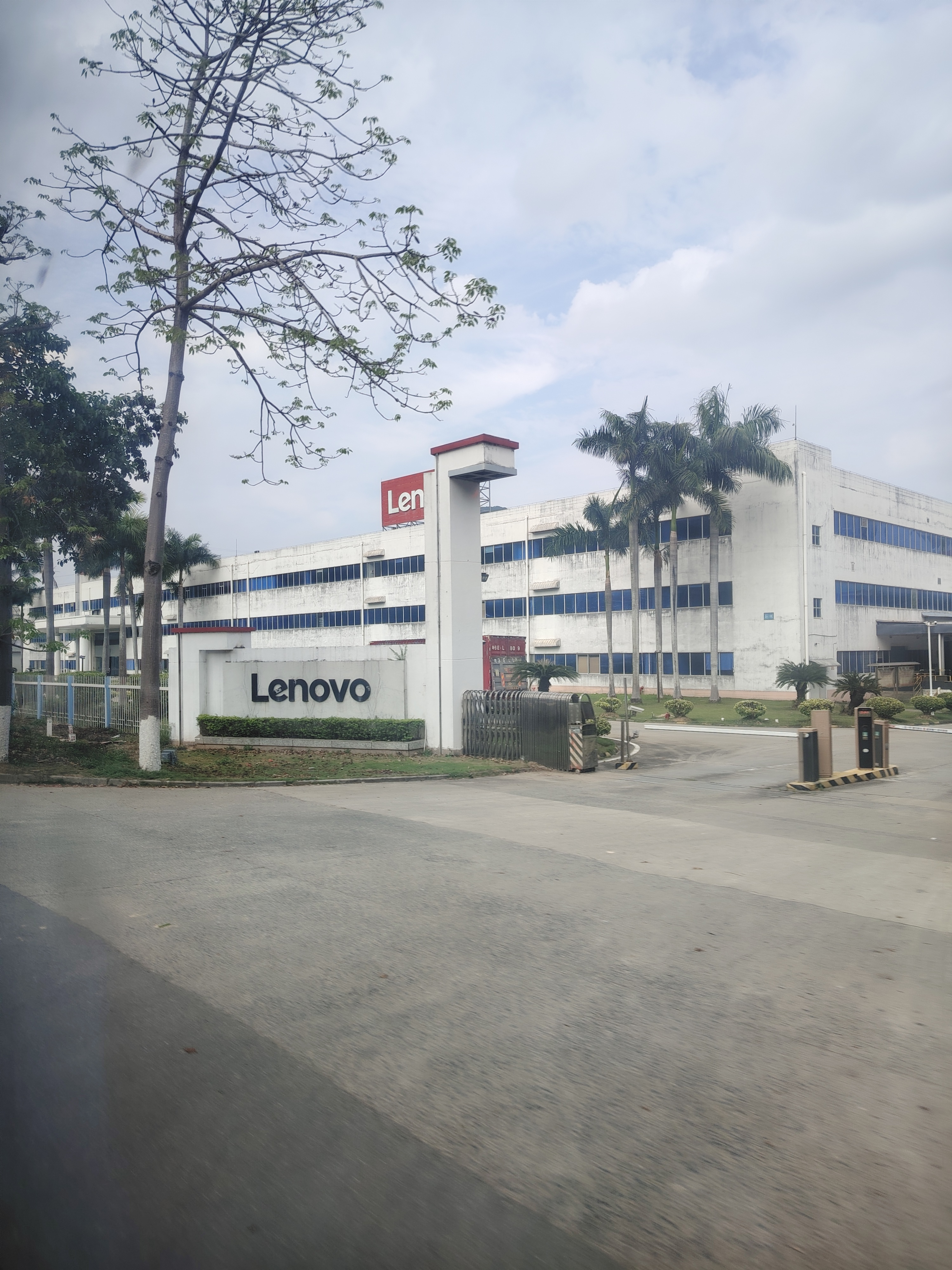
联想惠阳科技园

## 產品與服務
- 個人和商業電腦 - 收購IBM相關部門後繼續使用ThinkPad品牌推出個人電腦。
- 智能手機 - 聯想智能手機（英语：Lenovo smartphones）生產使用Android操作系統的手機。
- 智能電視 - S系列電視
- 可穿戴設備 - VR眼鏡、智能手錶[27]
- 物聯網/智能家居 - 智能門鎖、音箱、电动平衡车、機器人等 [28]
- DOit應用程序
- Lenovo Connect - 在美國推出的4G訊號上網服務，但只供上網並不提供電話號碼。

## 收購記錄

### IBM個人電腦及伺服器
收購IBM個人電腦事業以前的聯想在中國以外的地區相對不太知名，卻在2004年12月因此收購案件而登上媒體頭條。聯想集團希望藉此拓展西方市場，躍升為全球第三大個人電腦廠商。併購前，聯想集團已佔有亞洲市場的25%，主要原因是聯想集團在價格以及品質方面的優勢。聯想集團因爲此次收購而須向IBM支付12.5億美元，包括6.5億美元現金及6億美元聯想集團股份（不包含桌上型電腦硬碟業務，該項業務已出售給日立）。
2005年3月9日，聯想集團宣佈美國海外投資委員會完成交易審查。 2005年5月1日，IBM與聯想集團完成交易。併購後，聯想集團的生產線包括ThinkPad、ThinkCentre、ThinkVision（電腦顯示器）、ThinkVantage、IBM Aptiva、NetVista。消息雖然令中國媒體感到鼓舞，但市場對這場收購並未雀躍。聯想集團在香港上市的股票，每股平均月價曾高達17.5港元，但科網潮爆破後，其股價大幅滑落2004年的2.5元。
2014年1月23日，聯想集團宣布斥資23億美元收購IBM x86伺服器硬體及相關業務。
2014年10月1日，聯想集團正式完成收購，並進行業務交接，該交易將使聯想成為全球x86伺服器市場的第三大供應商，僅次於惠普（HP）及戴爾（Dell）。

### 摩托羅拉移動
2014年1月29日，聯想集團宣布斥資29.1億美元購買谷歌旗下摩托羅拉移動，並將全面接管摩托羅拉移動的産品規劃。聯想期望以此進入競爭激烈的歐美市場。
根據港交所公佈的一項公告文件，谷歌已於2014年1月30日斥資7.5億美元買下聯想集團5.94%股權。楊元慶表示，並購將幫助聯想在移動領域把握快速增長的機會，加速成長爲全球性的移動設備廠商。
2014年10月30日，聯想集團宣佈收購摩托羅拉移動已通過各國政府的審批，正式成為旗下資產，收購完成後，聯想集團將成為全球第三的智能手機廠商。

## 財政狀況
在2003年的銷售額為25.9億，少於美國的電腦生產商，如IBM（928.4億美元）、惠普（783.7億美元）、戴爾電腦（453.8億美元）及蘋果電腦（62億美元）。 十年後，於2013年起，銷售額超越所有生產商，成為世界最大個人電腦生產商。。
| 會計年度       | 銷售收入     |
| -------------- | ------------ |
| 2005年至2006年 | 132.8億美元  |
| 2006年至2007年 | 139.8億美元  |
| 2007年至2008年 | 163.5億美元  |
| 2008年至2009年 | 149億美元    |
| 2009年至2010年 | 166億美元    |
| 2010年至2011年 | 216億美元    |
| 2011年至2012年 | 295.7億美元  |
| 2012年至2013年 | 338.7億美元  |
| 2013年至2014年 | 387億美元    |
| 2014年至2015年 | 462.9億美元  |
| 2015年至2016年 | 449億美元    |
| 2016年至2017年 | 430億美元    |
| 2017年至2018年 | 453億美元    |
| 2020年至2021年 | 607.42亿美元 |
| 2021年至2022年 | 716.18亿美元 |
| 2022年至2023年 | 619.47亿美元 |

## 爭議事件

### 五眼聯盟限用
《澳洲金融評論報》2013年7月報導，澳大利亞、美國、英國、加拿大、新西蘭等五眼聯盟情報機構禁用聯想電腦，因有大量實驗室測試顯示，聯想電腦硬碟設有「後門」、晶片有硬體漏洞。英、澳兩國情報機構指出，聯想電路的惡意修改超越一般典型漏洞，可被他人在無用戶個人授權情況下遠端操作。聯想則發表聲明，指對禁令一事不知情。此外基於安全擔憂，美國國務院2006年決定不在機密網路使用1.6萬台聯想電腦

### 預載廣告軟體
美聯社2015年2月報導指出「安全大漏洞」，聯想產品的預載軟體為以色列開發的快魚軟體（Superfish）不僅持續彈出廣告、還有助駭客竊取用戶隱私資訊；該軟體還可自行簽發安全憑證，讓使用者「把有問題的網站誤認為安全」。聯想集團2月底宣告禁用該軟體，但在此前一度否認、強調快魚軟體「不會保存/跟蹤用戶行為，也不記錄用戶資訊。」基於安全考量，資安專家建議購買產品者「重新安裝Windows系統」。

### “不是中国企业”
2018年9月13日，联想集团在美国纽约举办年度Lenovo Transform大会。期间杨元庆曾接受了The Inquirer的采访，The Inquirer援引了杨元庆此次采访的讲话内容做标题。標題為《联想CEO：“我们不是一家中国公司”（Lenovo CEO: 'We're not a Chinese company）》，并连续三天都挂在头条位置推荐。该报道一出，立即在中国國内招致批評。9月16日，联想集团就此事发布声明称：该报道存在引用错误，曲解了杨元庆当时完整的表述，并在标题中断章取义，进一步衍生出错误解读。联想表示杨元庆当时接受采访时的原话是：“联想不仅仅是中国公司，更是一家全球公司........我们是一个真正意义上的全球公司。”杨元庆本人更進一步表示：“北京是我的家，中国是我们70%的员工的家园，我们立志要做植根中国的全球化企业的楷模。”

### 召回传闻
从2006年开始，有传言指出联想产品历次召回均为“海外召回，中国不召回，联想宣称中国人应该支持民族企业”。对此，联想集团在2019年5月5日发表声明，称“海外召回，中国不召回，还振振有词的拿民族主义做借口”的信息都是假的。

### “将生产能力搬出中国”相关言论
2019年5月23日，在联想集团举行业绩发布会后，联想集团执行副总裁兼首席财务官黄伟明接受美国CNBC采访，指出“可将生产线转移到不受关税影响的国家，将生产能力搬出中国”，由此引发舆论关注。对此，黄伟明发表声明，指出“相关表述不准确，造成媒体和公众的误读”，表示歉意。他还指出“即便个别地区政策可能会对我们造成影响，我们仍然能够以中国製造作为根基，通过布局全球的产业链，应对可能出现的问题。”
2021年11月，司马南连续制作了7个影片，指控联想贱卖中科院国有资产、负债率畸高、有信息安全风险，以及试图染指金融领域。

### 暫停出貨俄羅斯
配合美國因應俄羅斯入侵烏克蘭，宣布的新出口管制規定，2022年2月27日起暫停提供半導體晶片等商品給俄羅斯上游供應商。

## 外部連結
- 中国联想集团 （页面存档备份，存于）
- 美国联想集团 （页面存档备份，存于）
- 香港联想集团 （页面存档备份，存于）
- 台湾联想集团 （页面存档备份，存于）